# Aerosiew

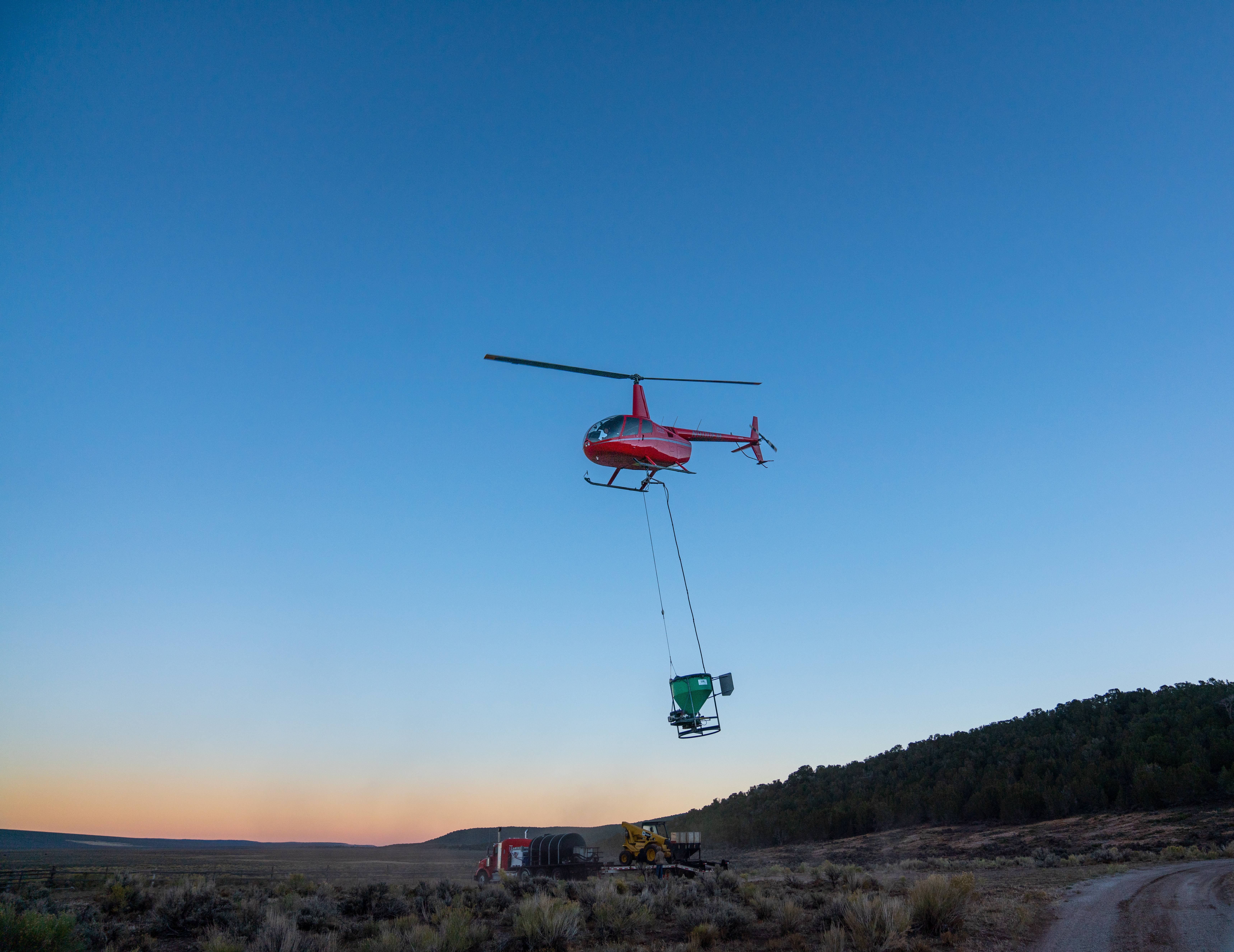
Aerosiew ze śmigłowca

Aerosiew – siew rzutowy z samolotu lub śmigłowca, stosowany głównie do roślin jarych wczesnego siewu. Szczególnie przydatny w latach o nadmiernej wilgotności gleby, gdy uniemożliwia ona siew w optymalnym terminie. Głównym ograniczeniem dla aerosiewu jest wiatr – nie prowadzi się go przy prędkości powyżej 5 m/s. Wydajność zależy od rodzaju statku powietrznego, jego udźwigu, odległości pola od lądowiska lub podlądowiska, sprawności załadunku i dawki wysiewu. Równomierność siewu zapewniają flagowi, którzy naprowadzają pilota na kolejne osie lotu przy pomocy krokówki lub wcześniej oznaczonych punktów; na większych areałach stosuje się urządzenia radionawigacyjne. Nasiona wysiewa się w ilości o 10% większej niż przy siewie rzędowym i przykrywa przez bronowanie lub wałowanie wałem strunowym.
Aerosiew jest najszybszą metodą siewu rzutowego. W Polsce stosowany był do wysiewu zbóż w dwóch ostatnich dekadach istnienia PRL.